# Hylodes phyllodes
Hylodes phyllodes és una espècie de granota que viu al Brasil.
Està amenaçada d'extinció per la pèrdua del seu hàbitat natural.

## Referències

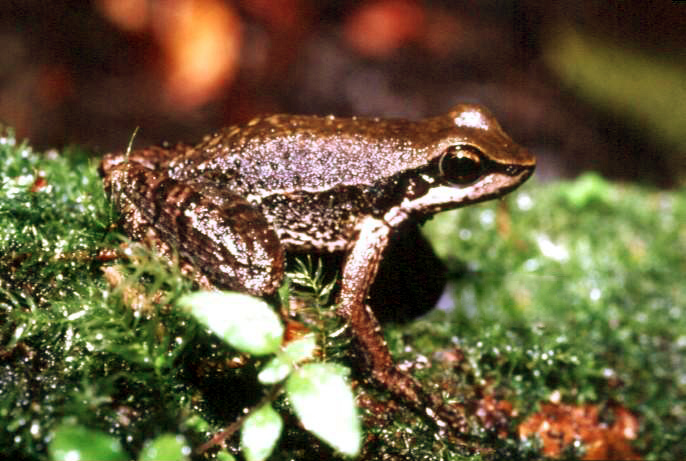
Hylodes phyllodes